# 新興駅 (大田広域市)
新興駅（シヌンえき）は、大韓民国大田広域市東区板岩洞にある大田交通公社1号線の駅である。駅番号は102。

## 歴史
- 2006年3月16日 - 1号線板岩 - 政府庁舎間開通に伴い開業。

## 駅構造
相対式ホーム2面2線の地下駅。

## 駅周辺
- 孝洞住民センター
- 大田泉洞初等学校

## 利用状況
| 路線   | 乗車人員 | 乗車人員 | 乗車人員 | 乗車人員 |
| 路線   | 2006年   | 2007年   | 2008年   | 2009年   |
| ------ | -------- | -------- | -------- | -------- |
| ●1号線 | 850      | 1402     | 1704     | 1921     |

## 隣の駅
大田交通公社
●1号線
板岩駅 (101) - 新興駅 (102) - 大洞駅 (103)